# Скорушинські гори
Скору́шинське Врхи (словац. Skorušinské vrchy) — гірський масив в оравському регіоні Словаччини, частина Подгуольно-Магурського пасма.
Найвища точка — гора Скорушина, 1 314 м. Серед значних гір — Махов.
Протікають річки
- Брезовиця[1]
- Великий Клин[2]
- Глибокий потік[3]
- Груньовий потік[4]
- Деловий потік[5]
- Кривський потік[6]
- Мілотінка[7]
- Мрзкий потік[8]
- Разтоки[9]
- Сакалов[10]